# 熊本県道30号大津植木線
熊本県道30号大津植木線（くまもとけんどう30ごう おおづうえきせん）は、熊本県菊池郡大津町から熊本市北区に至る県道（主要地方道）である。

## 概要
菊池郡大津町大字引水から熊本市北区植木町植木に至る。国道57号方面と国道208号（当県道とは直接接続していない）方面との短絡ルートである。

### 路線データ
- 起点：熊本県菊池郡大津町大字引水（大津町引水交差点、国道57号交点）
- 終点：熊本県熊本市北区植木町植木（北区役所前交差点、国道3号交点）

## 歴史
- 1960年（昭和35年） - 路線認定（一般県道）。当時の整理番号は38。
- その後、1972年（昭和47年）ごろまでに整理番号が104に変更される[1]。
- 1976年（昭和51年） - 建設省告示により主要地方道に指定。その後、整理番号が30に変更される。
- 1993年（平成5年）5月11日 - 建設省から、県道大津植木線が大津植木線として主要地方道に再指定される[2]。

## 路線状況

### 重複区間
- 国道325号・国道443号（菊池郡大津町室）
- 熊本県道341号大津西合志線（菊池郡大津町室 - 合志市福原）
- 熊本県道138号辛川鹿本線（合志市福原）
- 熊本県道49号熊本大津線・熊本県道316号住吉熊本線（合志市福原 - 合志市竹迫）

### 道路施設

#### 橋梁
- 上井手橋（上井手川、菊池郡大津町、国道325号重複区間内）
- 中尾橋（上生川、合志市）

## 地理

### 通過する自治体
- 菊池郡大津町
- 菊池郡菊陽町
- 合志市
- 熊本市（北区）

### 交差する道路
| 交差する道路                                                                                                  | 市町村名 | 市町村名 | 交差する場所         | 交差する場所            |
| --- | -------- | -------- | -------------------- | ----------------------- |
| 国道57号 国道325号 重複                                                                                       | 菊池郡   | 大津町   | 大字引水             | 大津町引水交差点 / 起点 |
| 熊本県道202号矢護川大津線                                                                                     | 菊池郡   | 大津町   | 大字大津             |                         |
| 熊本県道172号大津停車場線                                                                                     | 菊池郡   | 大津町   | 大字室               |                         |
| 国道325号 重複区間起点 国道443号 重複区間起点                                                                 | 菊池郡   | 大津町   | 大字室               |                         |
| 国道325号 重複区間終点 国道443号 重複区間終点 熊本県道341号大津西合志線 重複区間起点                          | 菊池郡   | 大津町   | 大字室               |                         |
| 熊本県道341号大津西合志線 重複区間終点                                                                        | 合志市   | 合志市   | 福原                 |                         |
| 熊本県道49号熊本大津線 重複区間起点 熊本県道138号辛川鹿本線 重複区間起点 熊本県道316号住吉熊本線 重複区間起点 | 合志市   | 合志市   | 福原                 |                         |
| 熊本県道138号辛川鹿本線 重複区間終点                                                                          | 合志市   | 合志市   | 福原                 |                         |
| 熊本県道49号熊本大津線 重複区間終点 熊本県道316号住吉熊本線 重複区間終点                                      | 合志市   | 合志市   | 竹迫                 |                         |
| 国道387号 | 合志市   | 合志市   | 合生辻久保           | 辻久保交差点            |
| 熊本県道37号熊本菊鹿線                                                                                        | 合志市   | 合志市   | 野々島               |                         |
| E3 九州自動車道                                                                                               | 熊本市   | 北区     | 植木町石川           | 14-1 北熊本SIC 下り線   |
| E3 九州自動車道                                                                                               | 熊本市   | 北区     | 改寄町（あらきまち） | 14-1 北熊本SIC 上り線   |
| 国道3号 | 熊本市   | 北区     | 植木町植木           | 北区役所前交差点 / 終点 |

### 沿線
- 大津町役場
- JR九州豊肥本線 肥後大津駅
- 室郵便局
- セミコンテクノパーク - 菊池郡菊陽町と合志市にまたがる工業団地
- 合志市役所
- 合志市立合志中学校
- 合志市立西合志中央小学校
- E3 九州自動車道 北熊本SA
- 熊本市立植木小学校
- 熊本市北区役所